# Вулиця Стеценка (Київ)
Ву́лиця Стеце́нка — вулиця в Подільському, Святошинському та Шевченківському районі міста Києва, місцевості Берковець, Квітництво та Нивки. Пролягає від вулиці Щусєва і залізничного шляхопроводу до проспекту Академіка Палладіна і Міської вулиці в районі Гостомельської площі.
Прилучаються бульвар Павла Вірського, вулиці Тираспольська, Данила Щербаківського, Івана Виговського, Ігоря Турчина, Кизилова, Центральна, Сторожова, Баклажанна, Зелена, Кутова, Абрикосова, Кальвільна, Мрії, Сирецько-Садова, Газопровідна, Кукурудзяний проїзд та площа Валерія Марченка.

## Історія
Вулиця виникла в середині XX століття. Сучасна назва на честь композитора Кирила Стеценка — з 1957 року. У 1977 році до вулиці приєднано частину Гостомельського шосе (між теперішніми вулицями Мрії та Міською), після чого вона набула сучасних розмірів.

## Забудова
Вулиця почала забудовуватися у 1960-х роках, переважно панельними п'ятиповерхівками серії 1-480-15к та цегляними п'ятиповерхівками серії 1-511 («хрущовки»). На відрізку між вулицями Газопровідною та Міською вулиця Стеценка пролягає по території садово-дачних ділянок «Берковець». Вздовж вулиці простягається парк «Дубки», а під №1 розташований ресторан «Дубки», зведений у 1970 році за проєктом архітектора Володимира Коломійця.

## Зображення

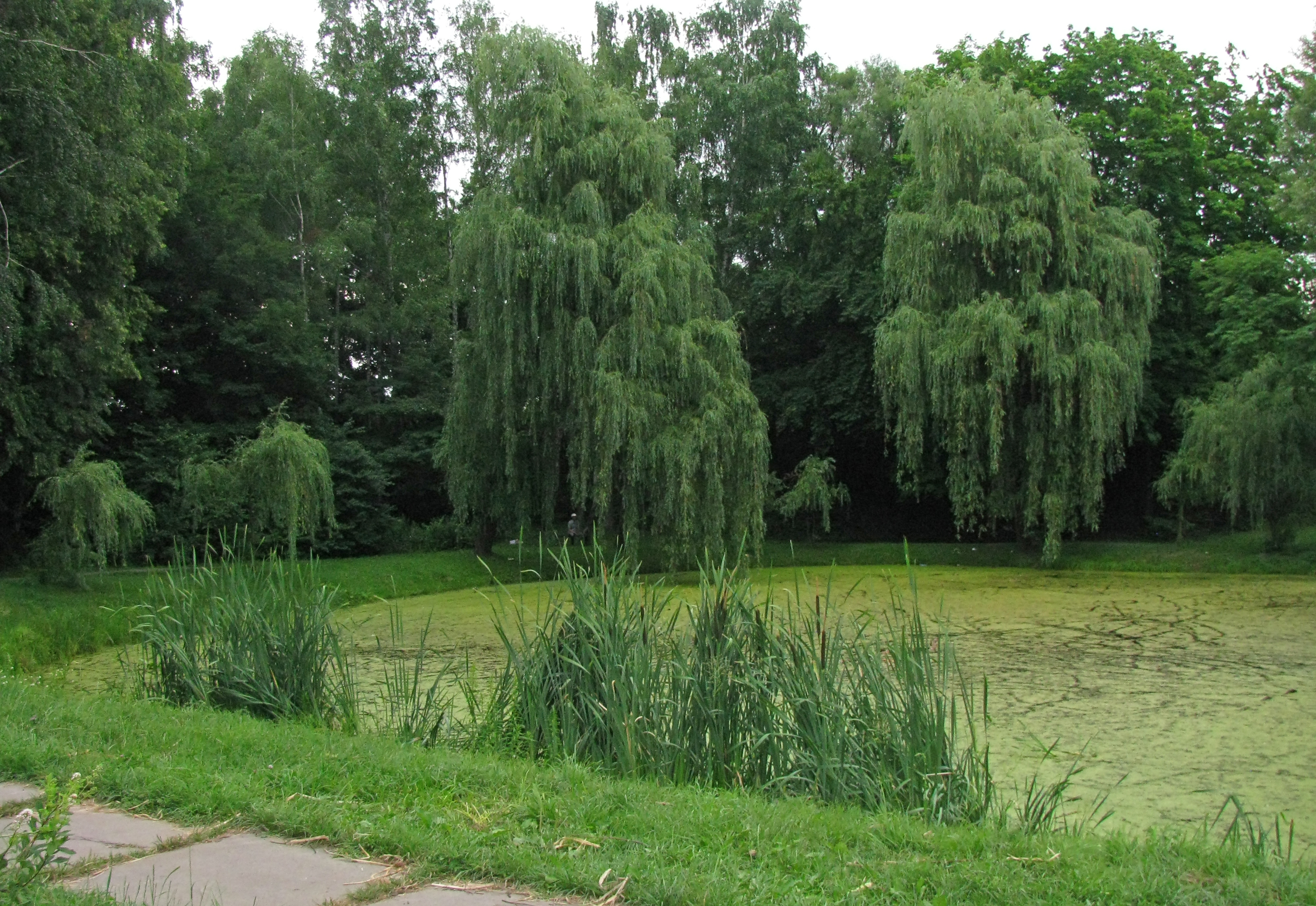
Сирецький гай поряд з вулицею Стеценка
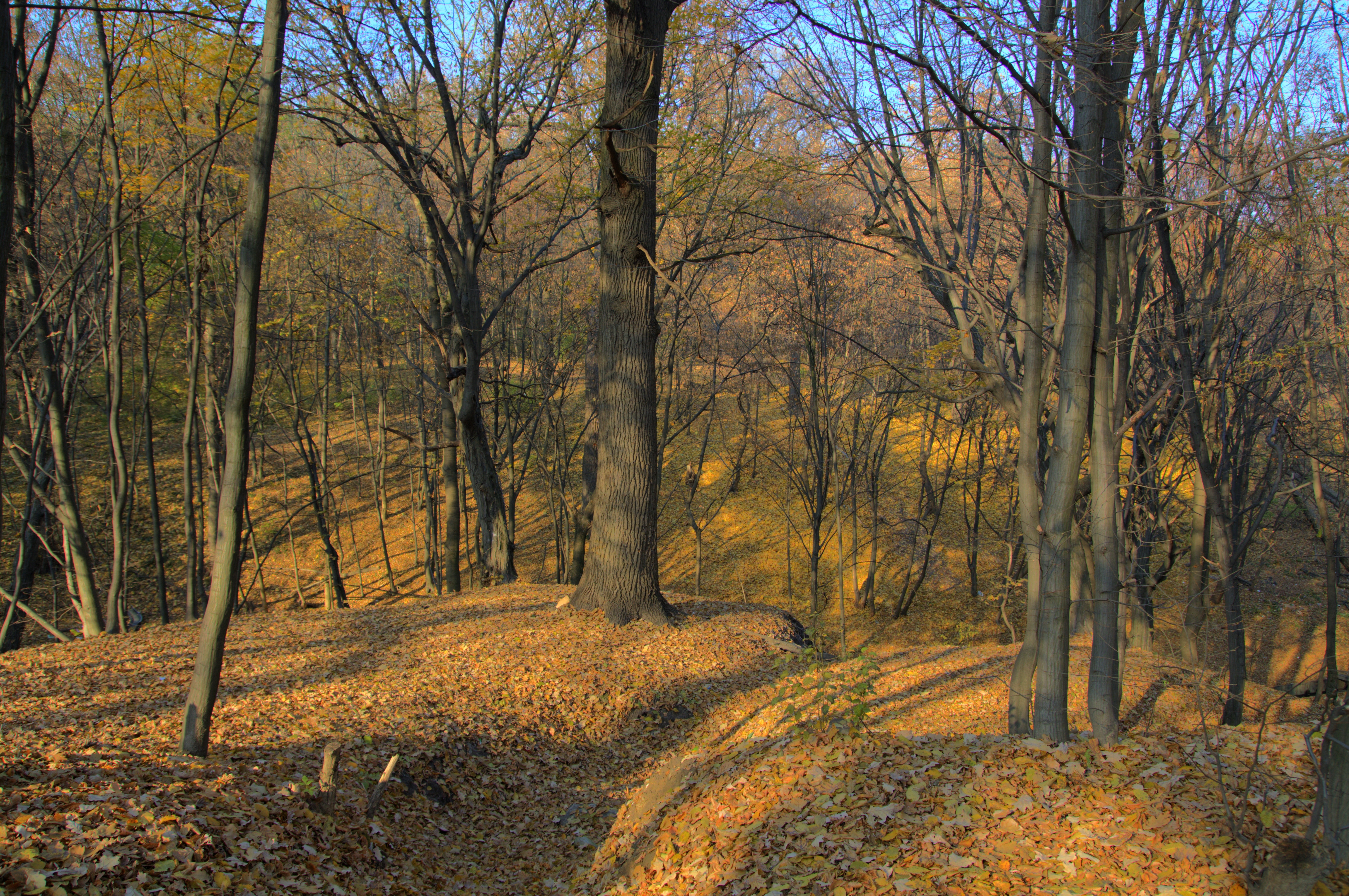
Сирецький гай поряд з вулицею Стеценка
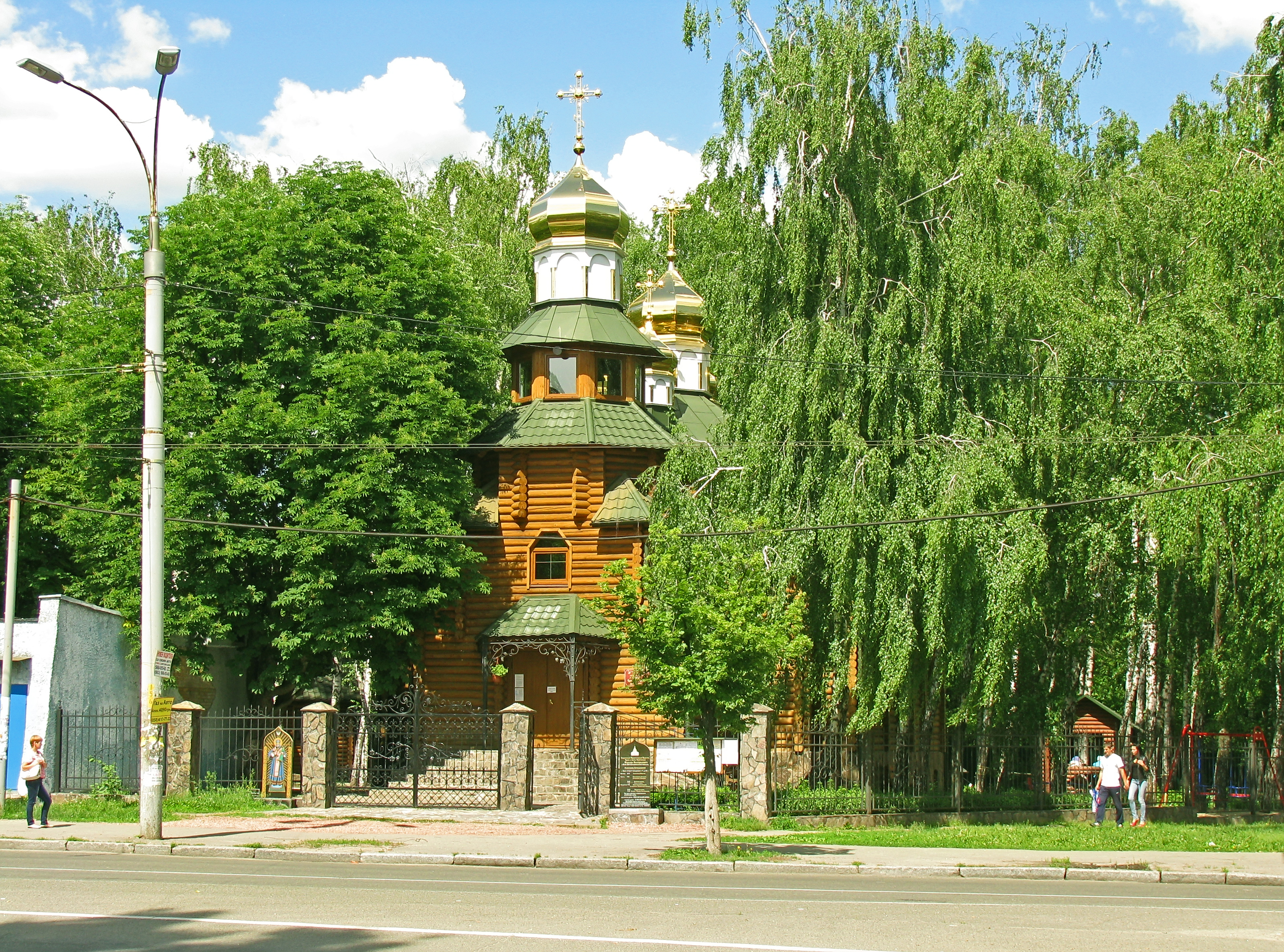
Церква святого Іоасафа Білгородського (УПЦ МП), вул. Стеценка, 12 (площа Валерія Марченка)
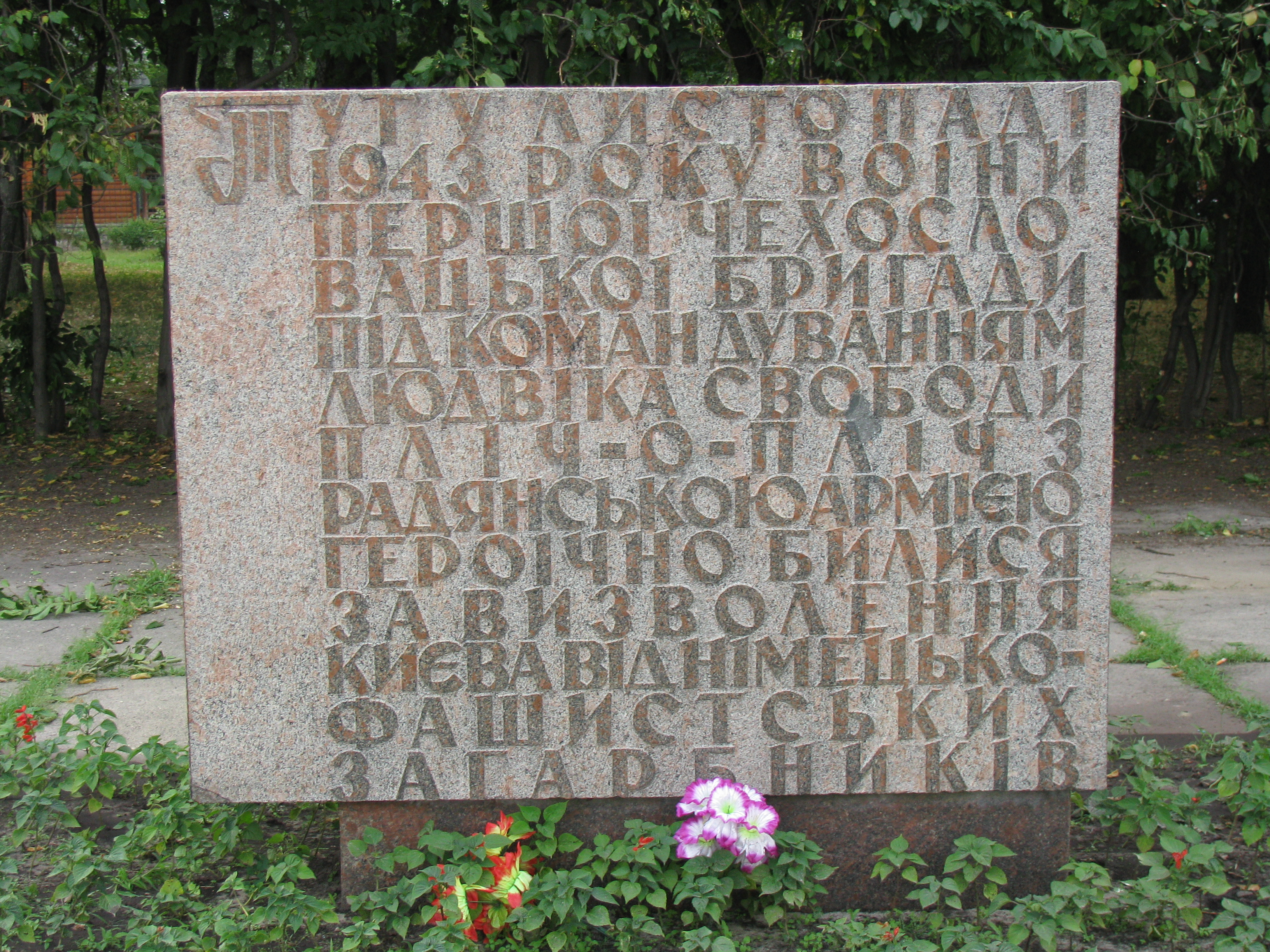
Пам'ятник на честь чехословацьких воїнів бригади Людвіка Свободи (площа Валерія Марченка)
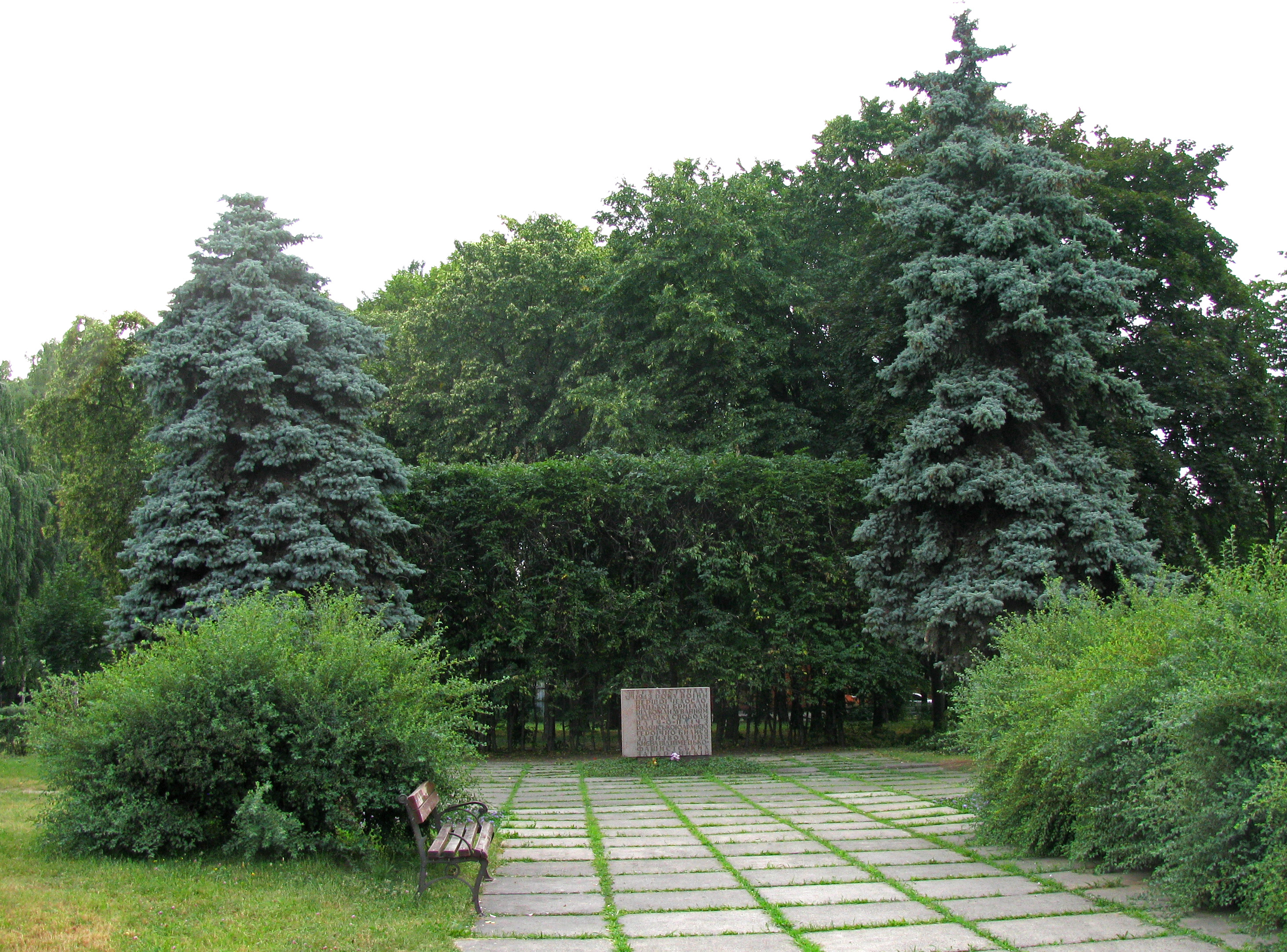
Пам'ятник на честь чехословацьких воїнів бригади Людвіка Свободи (площа Валерія Марченка)
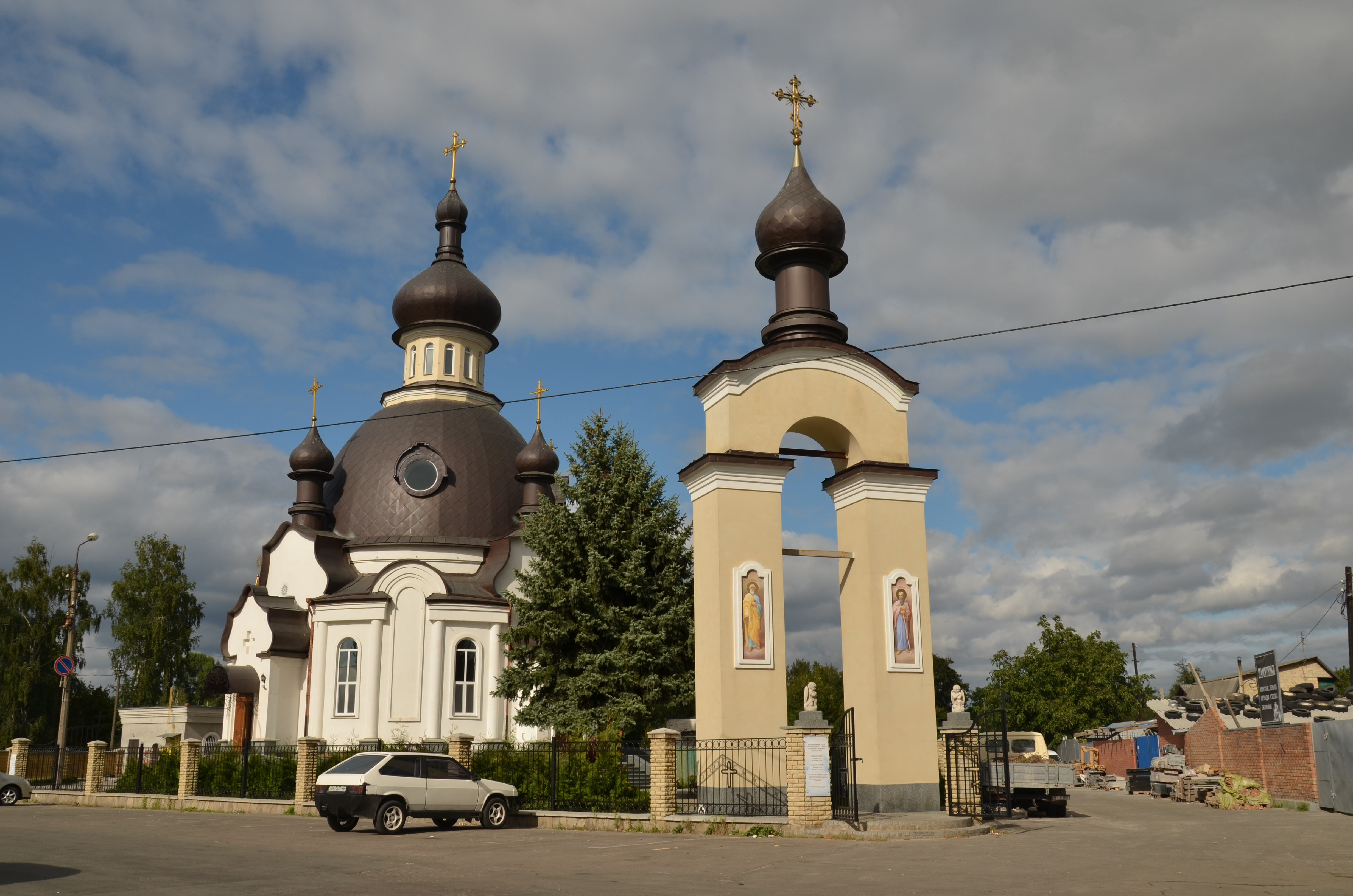
Храм Святих Апостолів Петра і Павла (ПЦУ), вулиця Стеценка, 14
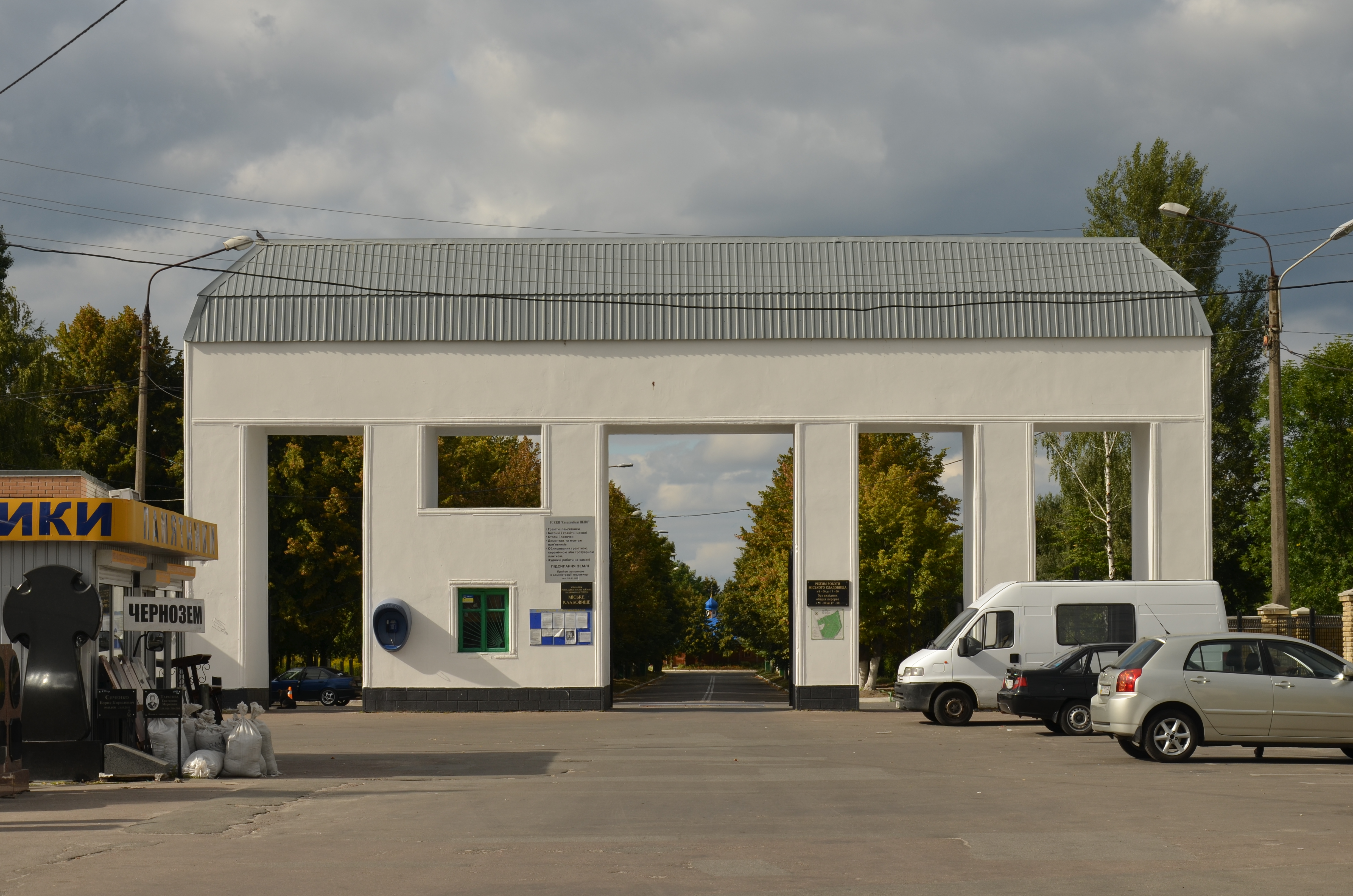
Берковецьке кладовище, вулиця Стеценка, 18